# 弦巻勝
弦巻 勝（つるまき まさる、1946年 - ）は、日本の写真家。日本写真家協会会員。
東京都生まれ。日本写真専門学校卒業。小学館「週刊ポスト」写真部に所属し、1973年からフリー写真家となる。
将棋棋士の写真で知られる。
1990年、第2回将棋ペンクラブ大賞雑誌部門の大賞を「棋士たちの大晦日」（月刊PLAYBOY、89.5月号）で受賞。1997年、第9回将棋ペンクラブ大賞の一般部門の大賞を、田辺忠幸・弦巻勝・高橋和・大崎善生・土方芳枝の共著による「和とレッスン・スペシャル」（将棋世界、連載）により受賞。2024年、第36回将棋ペンクラブ大賞文芸部門の大賞を『将棋カメラマン: 大山康晴から藤井聡太まで「名棋士の素顔」』（小学館）で受賞した。

## 著書
- Profile : 写真で見る全棋士の素顔  海潮社 1987
- 棋士 羽生善治 双葉社 2009
- 将棋カメラマン: 大山康晴から藤井聡太まで「名棋士の素顔」 小学館新書 2023